# Age of Z
『Age of Z』（エイジ オブ ゼット、通称：AoZ）は、2018年に中国のCamel Games, Inc が開発したリアルタイムストラテジーゲーム。
2018年10月24日にAndroid版が、2018年10月25日にiOS版が配信された。

## 概要
このゲームは基本プレイ無料、アイテム課金型。
日本を初め、ベトナム、中国、韓国、アメリカ、ヨーロッパ等々多数の国のプレイヤーによって構成されている。
また、ゲーム内チャット機能には、Google翻訳を利用した翻訳機能があるため、他言語のプレーヤーとのコミュニケーションも容易にとれるようになっている。

## ゲームプレイ
Age of Zでは多数のワールドが存在するが、比較的近い期間にゲームを開始した者同士が同じワールドでプレイすることとなる。
ゲーム開始後、同盟や、戦争、その他様々なイベント、他のプレイヤーとのコミュニケーション等を楽しむことができる。